# Thymus ahimae
Thymus ahimae là một loài thực vật có hoa trong họ Hoa môi. Loài này được M.B.Crespo, M.A.Alonso & Riera mô tả khoa học đầu tiên năm 2004.